# Hipogammaglobulinèmia
La hipogammaglobulinèmia és un trastorn del sistema immunitari en què no hi ha prou gammaglobulines a la sang, habitualment per manca de producció. Això es tradueix en un recompte d'anticossos més baix, que perjudica el sistema immunitari, augmentant el risc d'infecció. La hipogammaglobulinèmia pot ser el resultat d'una varietat de defectes genètics primaris del sistema immunitari, com ara la immunodeficiència variable comuna, o pot ser causada per efectes secundaris com la medicació, el càncer de sang o una mala alimentació, o la pèrdua de gammaglobulines a l'orina, com en la proteïnúria glomerular no selectiva. Els pacients amb hipogammaglobulinèmia tenen una funció immunitària reduïda; Les consideracions importants inclouen evitar l'ús de vacunes atenuades i prendre mesures de precaució quan es viatja a regions amb malalties endèmiques o higiene deficient, com són rebre les vacunacions requerides, tenir a disposició i poder prendre els antibiòtics requerits en cas de necessitat, beure només aigua potable o bullida, organitzar una cobertura mèdica adequada abans del viatge i assegurar la continuació de qualsevol infusió d'immunoglobulines.